# Paramicrodon mirandus
Paramicrodon mirandus är en tvåvingeart som först beskrevs av Herve-bazin 1926.  Paramicrodon mirandus ingår i släktet Paramicrodon och familjen blomflugor. Inga underarter finns listade i Catalogue of Life.